# Matemática africana
Muitos acreditam que a Matemática teve seu início com os egípcios e babilônios há cerca de 2000 a.C., porém há registros matemáticos de mais de 35000 anos na África Central.
Antes da invenção dos números, os primeiros homens tinham que resolver problemas cotidianos, tais como, medir, quantificar, comparar, classificar, entre outros. Eram contados dias do mês, distribuição de água ou número de instrumentos e animais. Uma das primeiras maneiras de se realizar contagem foi associando cada objeto que se queria quantificar com outro (associação biunívoca). Poderia associar uma pedra a cada animal de rebanho, por exemplo.
Outro modo que antecedeu a escrita foram as marcações em paus, pedras e ossos de animais. O registro mais antigo desse tipo de contagem é o osso de Lebombo. O objeto foi utilizado há, aproximadamente, 35000 a.C. e foi encontrado, em 1970, nas montanhas do Reino da Suazilândia. Contém uma sequência de 29 marcas usadas hoje em dia por tribos Bosquímanos.
Nos anos 50 um objeto ainda mais interessante foi encontrado. Trata-se do osso de Ishango. Um artefato de 10 cm de comprimento que traz um cristal de quartzo em uma das extremidades com, aproximadamente, 20000 anos que traz três colunas de entalhes agrupados. Aparentemente o objeto era utilizado para a escrita, pois o cristal não pode ser separado do osso.
O responsável pelo achado foi o arqueólogo belga Jean de Heinzelin. Ele fazia escavações na República Democrática do Congo, às margens do lago Rutanzige. O osso foi conservado, pois ficou enterrado sob a lava de um vulcão. Além do bastão encontraram-se outros instrumentos, restos de fauna e até ossadas humanas.
Alguns acreditam que o osso traz, somente, alguma contagem realizada. Outros creem que os povos da época já se divertiam usando matemática e que o osso seria algum tipo de jogo aritmético. Mas em 1972, o jornalista americano Alexander Marshack disse que o bastão seria um calendário lunar. A soma de cada uma das duas últimas colunas dá 60, ou seja, dois meses lunares. Já a primeira coluna com 48 traços, seria um mês e meio lunar.

## Formas de expressar quantidades
As expressões para designar uma quantidade poderiam ser diferentes dentro de um mesmo povo. Por exemplo, o 5 poderia ser expresso por 3 e 2 ou 4 e 1.
Os Mbai, que vivem na Nigéria e no Chade, dizem mata mata para o 6 (ou seja 3 + 3); o oito é soso (4 + 4) e em várias línguas da África Oriental, 8 é ne-na-ne, ou seja 4 + 4.
No sistema dos Baali, etnia do Alto Congo, 4 e 6 são as bases utilizadas. O papel do 10 no sistema decimal é desempenhado pelo 24 (4 x 6). Quando é obtido o 576 (24²) a contagem é recomeçada do início.
Os Ndaaka misturavam as bases 10 e 32. O 10 é conhecido por Bokuboku; o 12, Bokuboku no Bepi (10 + 2); 32, é Edi; 64, Edibepi (32 x 2); 1024, Edidi (32 x 32); e 1025, Edidi Negana (32 x 32 + 1).

## Talentos aritméticos
Existem relatos confiáveis de que os africanos se interessavam pela aritmética bem antes da colonização. Paulus Gerdes, famoso historiador matemático, conta que um jovem escravo africano, que foi para a América no século XVIII, fazia cálculos mentais de maneira impressionante. Por exemplo, ele sabia que 47.304.000 segundos correspondia a um ano e meio, num cálculo mental de menor de dois minutos. Outro cálculo fascinante do jovem foi quando ele determinou que 2.210.500.800 segundos correspondia a 70 anos, 17 dias e 12 horas. Esse cálculo foi para corrigir um homem que faziam contas no papel. Ele afirmou que eles haviam esquecidos os anos bissextos.
Os iorubás multiplicavam num sistema de base 20, e também efetuavam fazendo duplicações e divisões por 2.
A base mista utilizada por alguns povos africanos pode explicar uma das colunas do osso. O 11, 13, 17 e 19 (primos entre 10 e 20) são, respectivamente (2 x 6 - 1), (2 x 6 + 1), (3 x 6 – 1) e (3 x 6 + 1) em uma das colunas; e 9, 11, 19 e 21 são, respectivamente, (10 – 1), (10 + 1),  (2 x 10 - 1) e (2 x 10 + 1) para outra coluna.
Vladimir Pletser interpretou os traços do osso como uma maneira de contar. Ele não analisou só as quantidades, também observou as distâncias entre as marcações e o comprimento. Segundo esse estudo as bases 4 e 3 eram misturadas e utilizadas juntas, isso explica as somas dos traços em cada coluna serem 48 e 60.
|      | Coluna esquerda | Coluna do meio | Coluna direita |
| ---- | --------------- | -------------- | -------------- |
| 11   | 3               | 11             |                |
| 11   | 6               | 11             |                |
| 13   | 4               | 21             |                |
| 13   | 8               | 21             |                |
| 17   | 10              | 19             |                |
| 17   | 5               | 19             |                |
| 19   | 5               | 9              |                |
| 19   | 7               | 9              |                |
| Soma | 60              | 48             | 60             |

## Influência da África Central
Os povos que habitavam a África Central e que talharam o osso de Ishango podem ter influenciado a matemática dos egípcios e do Oriente Médio. O método de talhar esses objetos estava espalhado pela África Central em direção a sítios arqueológicos ao norte, no Sudão. Mais tarde a técnica foi encontrada também no Egito. A cronologia dessa transferência de conhecimento foi comprovada com carbono 14. Os sítios arqueológicos do Sudão e do Egito datam de 4000 a.C.. Isso quer dizer que foi 15000 anos depois de Ishango.
Outro fato curioso que dá ainda mais poder a teoria de que os povos que habitaram a África Central influenciaram outros povos é atribuída por linguistas. N. Thomas, L. Bouquiaux e H. Matthews constataram em suas pesquisas, por volta de 1917 a 1920, que as bases 10 e 12 se misturavam. Chegaram a pensar que o Oriente Médio e o Egito teriam influenciado de algum modo esses povos. Mas na década de 50 a descoberta do osso de Ishango mostrou o contrário.

## Jogos matemáticos africanos
Os Jogos Matemáticos Africanos têm uma longa história e desempenharam um papel significativo no desenvolvimento da Matemática. Na África, várias culturas antigas usavam jogos e atividades lúdicas como uma forma de transmitir conhecimentos matemáticos e desenvolver habilidades numéricas.
Esses jogos matemáticos africanos variavam de acordo com as diferentes regiões e grupos étnicos do continente. Alguns exemplos notáveis incluem o Mancala que é um jogo de tabuleiro amplamente praticado em várias partes da África, e o Ibo, que envolve o uso de pedras ou sementes como peças para realizar cálculos e resolver problemas matemáticos como as quatro operações, porcentagem e probabilidade.
Na civilização Kemet (Povo Preto) a ideia de primeiro jogo na África surgiu do jogo Senet, jogo esse que envolve estratégia e raciocínio lógico além de elementos de Geometria, que também tomou suas primeiras formas no continente, para criação de um tabuleiro.
Outro exemplo de jogo era o Shisima, um jogo bastante estratégico e que exigia raciocínio lógico , jogado por duas pessoas sua estratégia se assemelha com o famoso jogo da velha. A importância dos Jogos Matemáticos Africanos na história da Matemática é notável. Esses jogos contribuíram para a evolução do pensamento matemático, incentivando a criatividade, a resolução de problemas e o desenvolvimento de estratégias de cálculo.
Em conclusão, os Jogos Matemáticos Africanos representam uma parte valiosa e muitas vezes subestimada da história da Matemática. Ao longo dos séculos, esses jogos desempenharam um papel crucial no desenvolvimento das habilidades matemáticas nas diferentes culturas do continente africano. A riqueza e diversidade desses jogos refletem não apenas a variedade de abordagens matemáticas, mas também a capacidade inata das comunidades africanas de incorporar o pensamento lógico e estratégico em atividades lúdicas.
Sendo uma prova da riqueza cultural e histórica do continente africano. Eles não só ajudaram a transmitir conhecimentos matemáticos, mas também incentivaram a criatividade, a resolução de problemas e o desenvolvimento de estratégias de cálculo. A variedade de jogos matemáticos africanos é impressionante, e cada um deles tem suas próprias regras e peculiaridades. O Mancala, por exemplo, é um jogo de tabuleiro que é jogado em várias partes da África e envolve o uso de pedras ou sementes como peças. O Ibo, por outro lado, é um jogo que usa pedras ou sementes para realizar cálculos e resolver problemas matemáticos. O Senet, que é considerado o primeiro jogo na África, envolve estratégia e raciocínio lógico, além de elementos de Geometria. O Shisima, por sua vez, é um jogo bastante estratégico que exige raciocínio lógico e se assemelha ao famoso jogo da velha. Todos esses jogos matemáticos africanos têm uma longa história e desempenharam um papel significativo no desenvolvimento da Matemática. Eles mostram que as práticas matemáticas estavam presentes nas culturas africanas muito antes do surgimento dos sistemas formais de ensino e da Matemática acadêmica. É importante valorizar e preservar essas tradições matemáticas africanas, que são uma parte importante do patrimônio cultural do continente.

## Fractais africanos
A geometria fractal não está apenas na natureza. Alguns povos admiram essas formações e a utilizam nos mais diversos lugares.
No povoado de Ba-ila, na Zâmbia, a disposição das casas formam figuras semelhantes que crescem de dentro para fora.
A aldeia de Logone Birni, em Camarões, também foi construída seguindo uma proporção. A mesma proporção se repete na sala do trono do palácio.
Não é apenas na arquitetura que observamos os fractais. Muitos povos utilizam a geometria fractal para fazer penteados e tecidos.

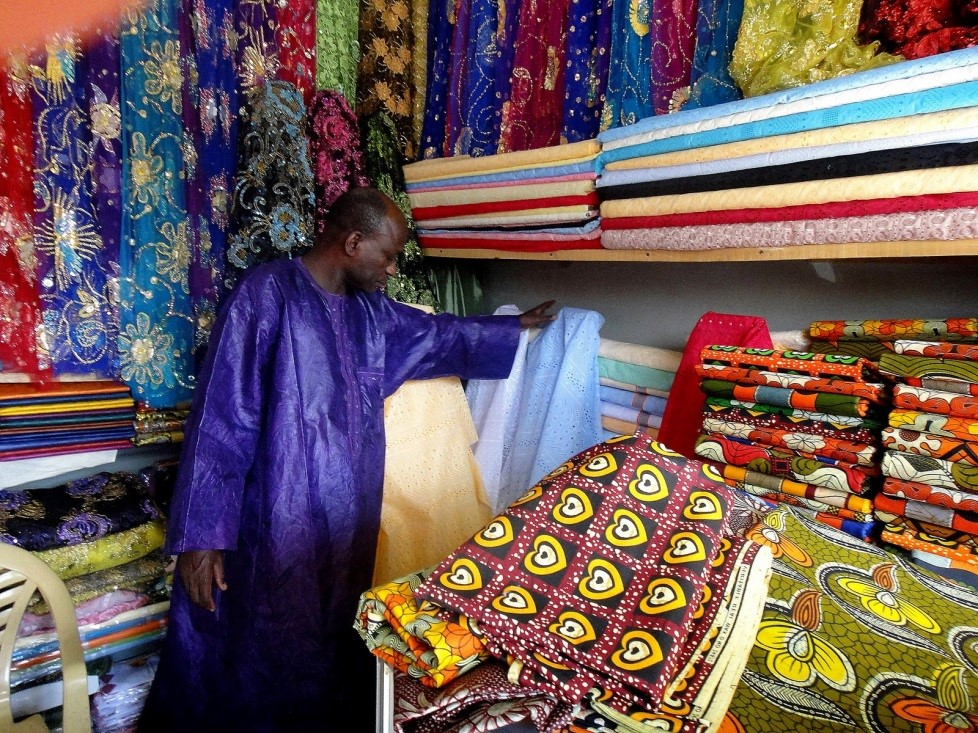
Loja de tecidos em Senegal